# Mesostenus modestus
Mesostenus modestus là một loài tò vò trong họ Ichneumonidae.